# 해피 엔딩 (1969년 영화)
《해피 엔딩》(영어: The Happy Ending)은 미국에서 제작된 1969년 드라마 영화이다. 리처드 브룩스가 연출, 각본, 제작을 맡고, 진 시먼스 등이 출연하였다.

## 출연진
- 진 시먼스
- 존 포사이스
- 셜리 존스
- 로이드 브리지스
- 테리사 라이트
- 딕 숀
- 내넷 패브레이
- 로버트 대린
- 티나 루이즈
- 캐시 필즈
- 캐런 스틸
- 이브 브렌트
- 배리 케이힐
- 에린 모랜

## 기타 제작진
- 의상: 리타 리그스